# Костадин Гяуров
Костадин Георгиев Гяуров е български партиен и държавен деец.

## Биография
Роден е на 24 август 1924 г. в пазарджишкото село Лъджене, днес част от Велинград. Негов по-малък брат е оперният певец Николай Гяуров. Родът им е по произход от драмското село Плевня, Егейска Македония.
От 1939 г. Костадин Гяуров член на РМС, а от 1943 г. – и на БРП. От 1942 до 1944 г. е партизанин в Родопския партизански отряд „Антон Иванов“. Участва в Отечествената война на България (1944 – 1945). От януари 1945 до 1946 г. е секретар на БКП в Лъджене. След това до септември същата година е завеждащ отдел „Кадри“ в ОК на БКП в Пазарджик.
От септември 1950 до 1951 г. е първи секретар на Околийския комитет на БРП (к) в Пазарджик. Секретар на ОК на БРП (к) в Пловдив. През януари 1947 г. е завеждащ отдел „ППМО“ в ОК на БКП в Пазарджик. Между 1947 и 1948 г. учи в партийната школа на ЦК на БКП. През 1958 – 1961 г. завършва Висшата партийна школа при ЦК на КПСС в Москва. От 1962 до 1966 г. е първи секретар на ОК на БКП в Пловдив. От 1966 г. е член на ЦК на БКП и кандидат-член на Политбюро на ЦК на БКП. От 19 ноември 1966 до 3 юли 1974 г. е член на Политбюро на ЦК на БКП.
От юли 1971 г. до 1974 г. е член на Държавния съвет на НРБ. От 1971 до 1974 г. е член на Националния съвет на Отечествения фронт и председател на Централния съвет на Българските професионални съюзи (наследени от КНСБ). Народен представител е от 1962 до 1976 г.
Посланик на НРБ в Монголия (1974 – 1979), в Гана (1980 – 1990) и едновременно в Того, Кот д’Ивоар, Либерия, в Буркина Фасо (1985 – 1990).